# Coppa J.League 1992
La J.League Cup 1992 o Coppa Yamazaki Nabisco 1992, la Coppa di Lega nipponica di calcio, venne vinta dai Verdy Kawasaki.

## Formula
A questa prima edizione parteciparono 10 squadre raggruppate in un girone unico. Le prime quattro si qualificarono per le semifinali.

## Fase a gironi

### Gruppo A
| Squadra             | Pt | RF | RS | DR  |
| ------------------- | -- | -- | -- | --- |
| Verdy Kawasaki      | 29 | 18 | 11 | +7  |
| Shimizu S-Pulse     | 27 | 16 | 12 | +4  |
| Nagoya Grampus      | 27 | 14 | 10 | +4  |
| Kashima Antlers     | 25 | 25 | 20 | +5  |
| Urawa Reds          | 25 | 15 | 16 | -1  |
| JEF United          | 22 | 8  | 7  | +1  |
| Yokohama Marinos    | 22 | 14 | 14 | 0   |
| Gamba Osaka         | 21 | 13 | 18 | -5  |
| Sanfrecce Hiroshima | 18 | 15 | 18 | -3  |
| Yokohama Flügels    | 10 | 10 | 22 | -12 |

## Scontri a eliminazione diretta

### Semifinali
|                 | Risultato |                 |
| --------------- | --------- | --------------- |
| Verdy Kawasaki  | 1 - 0     | Kashima Antlers |
| Shimizu S-Pulse | 1 - 0     | Nagoya Grampus  |

### Finale
| Tokyo 23 novembre 1992 | Verdy Kawasaki | 1 – 0 | Shimizu S-Pulse | National Stadium (56 000 spett.) |

## Premi
- MVP: Kazuyoshi Miura -  Verdy Kawasaki